# T Волос Вероники
T Волос Вероники (лат. T Comae Berenices) — одиночная переменная звезда* в созвездии Волос Вероники на расстоянии (вычисленном из значения параллакса) приблизительно 6336 световых лет (около 1943 парсек) от Солнца. Видимая звёздная величина звезды — от +15,6m до +11,5m.
Переменность открыта Лидией Петровной Цераской в 1913 году.

## Характеристики
T Волос Вероники — красный гигант, пульсирующая переменная звезда, мирида (M) спектрального класса M2:-M8-9eIII, или M2:-M9e, или M2, или M8e. Эффективная температура — около 3563 K.